# Anse Royale
Anse Royale (Frans voor Koninklijke inham en zo genoemd vanwege de koninklijke tuinen aldaar) is een plaats en een van de 26 bestuurlijke districten van de Seychellen. Het district ligt aan de zuidoostkust van het eiland Mahé, het hoofdeiland van de eilandnatie de Seychellen. Het district Anse Royale is zes vierkante kilometer groot en telde bij de volkstelling van 2002 bijna 3700 inwoners.